# Velamos

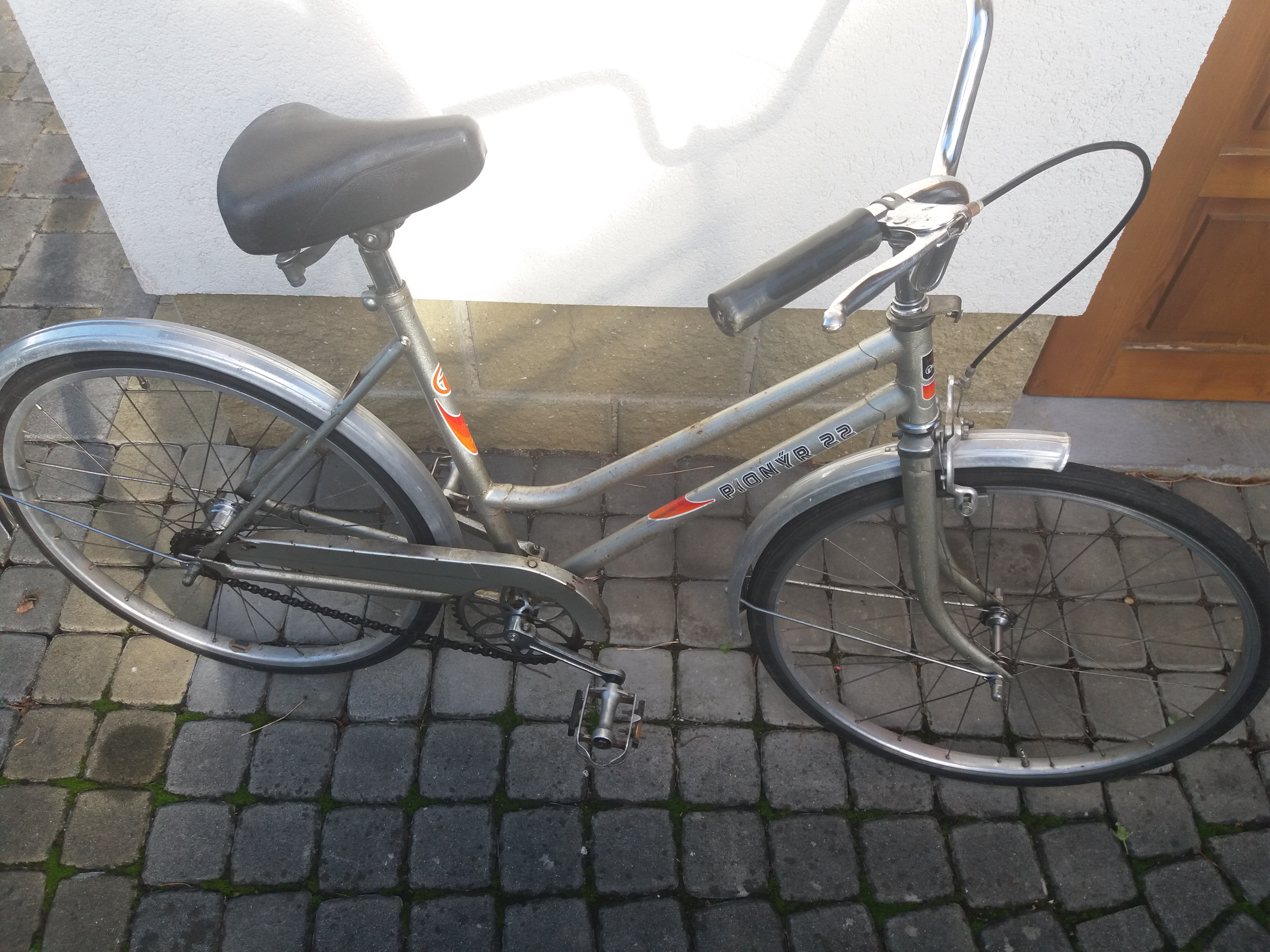
Pionýr 22-fiets uit de jaren tachtig

Velamos was een Tsjecho-Slowaakse fietsfabrikant, gevestigd in Sobotín en met een fabriek in Petrov nad Desnou.

## Geschiedenis
Na de Eerste Wereldoorlog hielden de broers Josef en Gustav Heinz in Rapotín zich bezig met de verkoop en reparatie van fietsen en motorfietsen. De fabriek in Petrov nad Desnou, voorheen deel van de gemeente Sobotín, werd pas in 1930 opgericht. Op 1 mei 1932 werd het bedrijf geregistreerd als Velamos-Werke Heinz & Co. Fahrradteilefabriken in Zöptau. In de nieuwe fabriek was de aanvankelijke productie 30 fietsen per dag, en tegen de Tweede Wereldoorlog was dit gegroeid tot 150. Tijdens de Eerste Tsjecho-Slowaakse Republiek exporteerden Velamos-fabrieken ook naar 18 landen in Europa en overzee. Een aanzienlijk aandeel bedroeg de productie van vliegwielen en naven met een terugtraprem van het type Torpedo, die een goed exportartikel waren. De Velamos-fabriek produceerde in 1938 25.000 fietsen. Tijdens het protectoraat Bohemen en Moravië werd de productie van fietsen ingeperkt.
Na de Tweede Wereldoorlog werd het bedrijf genationaliseerd als fabriek met Duits kapitaal. Het productieprogramma werd gecentraliseerd en gestandaardiseerd. In de moederfabriek in Petrov nad Desnou werden eind jaren vijftig een montagehal en andere productie- en logistieke faciliteiten gebouwd. Het Velamos-staatsbedrijf bestond uit een hoofdfabriek in Petrov nad Desnou, een fabriek in Loučná nad Desnou met een kantoor in Rejhotice, een fabriek in Zlaté Hory, een fabriek in Náměšť nad Oslavou en een fabriek in Skuteč.
Op de Tsjecho-Slowaakse wegen waren de in eigen land geproduceerde fietsen van de merken Favorit Rokycany, Liberta Mělník, Eska Cheb en Velamos wijdverspreid. De import uit de Comeconlanden was niet zo groot, de meeste Tsjecho-Slowaakse fietsen waren bedoeld voor export, niet alleen naar het Oostblok maar ook naar westerse landen. Terwijl Favorit meer sport- en racefietsen produceerde en Eska reis- en toerfietsen, specialiseerde het nationale bedrijf Velamos zich voornamelijk in kinderfietsen maar produceerde ook heren- en damestoerfietsen.

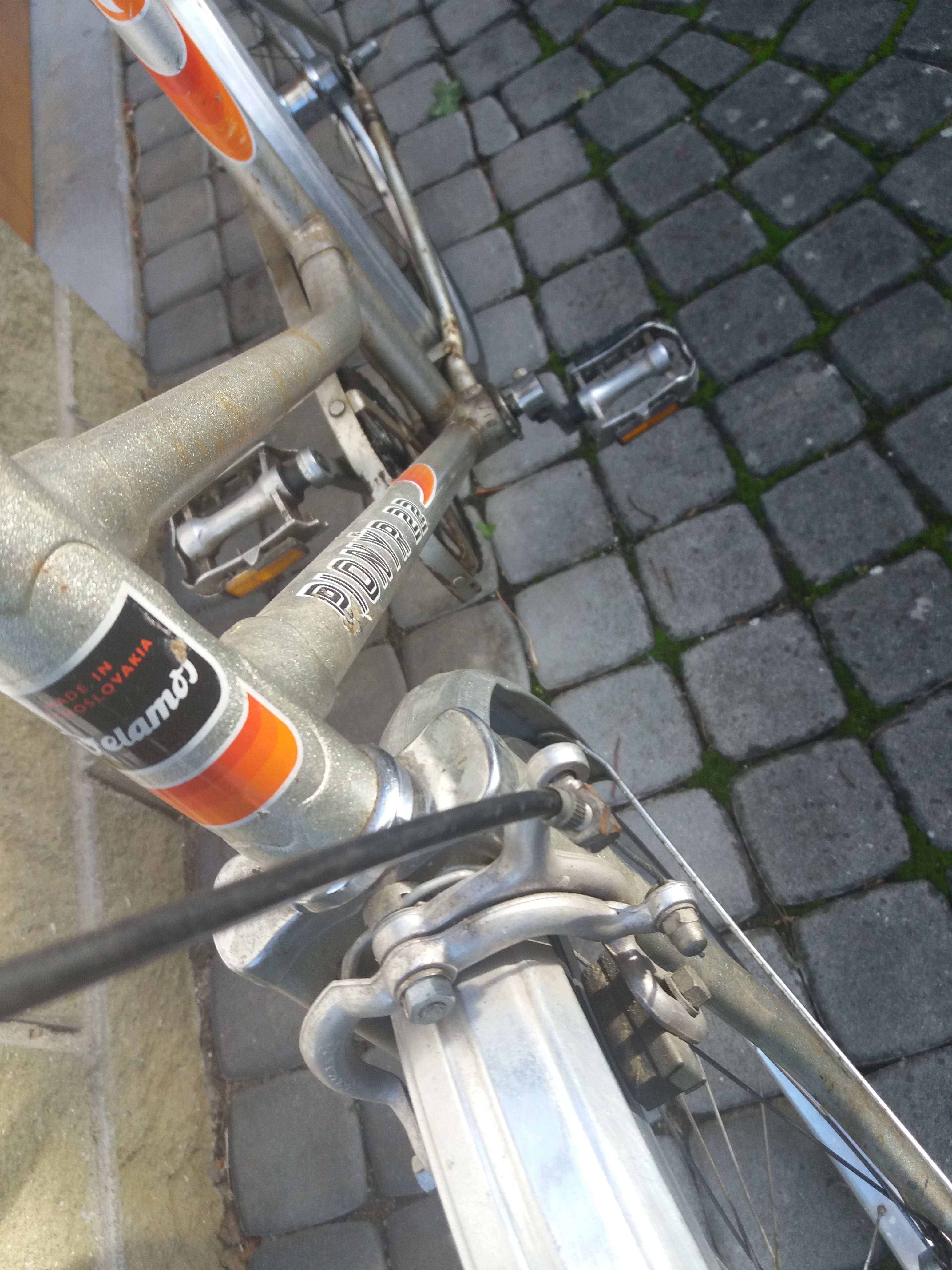
Pionýr 22 met Favorit-velgrem en framestickers "Velamos - Made in Czechoslovakia"

De bekendste fietsen die door de Velamos-fabriek werden geproduceerd, waren onder meer de 22-inch Pionýr 22-fietsen, Lady 26-toerfietsen voor dames en de legendarische SOBI 20 met 20-inch wielen, ontworpen voor kinderen en volwassenen. Deze fietsen werden enorm populair vanwege hun robuustheid en eenvoud. In de jaren tachtig reageerde Velamos flexibel op de vraag van jonge mensen en lanceerde de BMX en RMX 20, ontworpen voor de BMX-sport.
Velamos Sobotín produceerde ook onderdelen voor fietsen van andere fabrikanten, zoals naven en terugtrapremmen voor Eska-fietsen. Velamos-fietsen maakten ook gebruik van componenten van andere bedrijven, zoals Favorit-velgremmen.
Na de fluwelen revolutie ging de productie door, met inspanningen om de productie te moderniseren met behulp van geïmporteerde componenten, vooral uit Azië. In 1993 produceerde Velamos 250.000 fietsen per jaar. In de tweede helft van de jaren negentig had Velamos echter lange tijd te maken met verkoop- en financiële problemen. Het jaar 1998 werd afgesloten met een verlies van 20 miljoen Tsjechische kronen. In hetzelfde jaar produceerde Velamos ongeveer 100.000 fietsen en exporteerde het grootste deel van zijn productie naar West-Europese markten. Op 22 februari 2002 werd het bedrijf failliet verklaard door de regionale rechtbank in Ostrava.